# Vermutungen von Paul Erdős
Der Mathematiker Paul Erdős hat in seinen Arbeiten viele Vermutungen in verschiedenen Bereichen der Mathematik aufgestellt.

## Vermutungen zur Zahlentheorie
- Erdős-Moser-Vermutung: Sie besagt, dass die Gleichung

{\displaystyle 1^{n}+2^{n}+\ldots +(m-1)^{n}=m^{n}}
nur die Lösungen {\displaystyle (n,m)=(0,2)} und {\displaystyle (1,3)} hat.
- Erdős-Straus-Vermutung: Sie besagt, dass die Gleichung

{\displaystyle {\frac {4}{n}}={\frac {1}{a}}+{\frac {1}{b}}+{\frac {1}{c}}}
für jede natürliche Zahl {\displaystyle n>1} eine Lösung in natürlichen Zahlen {\displaystyle a,b,c} hat.
- {\displaystyle \{n\in \mathbb {N} |\forall \;k\in \mathbb {N} :\;\;2^{k}<n\Rightarrow n-2^{k}\in \mathbb {P} \}=\{4,7,15,21,45,75,105\}}

Betrachten wir die Menge S aller natürlichen Zahlen n mit folgender Eigenschaft:
Für jede natürliche Zahl k mit k>0 und 2k < n ist n - 2k eine Primzahl.
Dann enthält S sicherlich die Zahlen {\displaystyle 4,7,15,21,45,75,105}.
Zum Beispiel ist 45 in S, weil die Zahlen {\displaystyle 45-2=43}, {\displaystyle 45-4=41}, {\displaystyle 45-8=37}, {\displaystyle 45-16=29}, {\displaystyle 45-32=13} alles Primzahlen sind.
Die Vermutung besagt nun, dass S nur aus diesen 7 Zahlen besteht.
Bis {\displaystyle n=2^{77}} ist diese Vermutung nachgerechnet worden, d. h., es gibt sicherlich keine Zahlen in S außer den genannten, die kleiner als 277 sind.
Jede Zahl n in S (außer 4) liefert automatisch einen Primzahlzwilling, nämlich {\displaystyle (n-2,n-4)}.
Siehe auch: Folge A039669 in OEIS
- Erdős-Divergenz-Vermutung: Sie besagt, dass es für jede unendliche Folge der Zahlen +1 und −1 äquidistante Samples endlicher Länge gibt, die sich zu einer betragsmäßig beliebig großen Summe addieren. Terence Tao hat 2015 einen Beweis vorgelegt.[1] Der Beweis ist in einem peer reviewed Journal publiziert:[2]
- Erdős-Woods-Vermutung: Gegeben sei eine beliebige ganze Zahl {\displaystyle n}. Dann gibt es eine positive ganze Zahl {\displaystyle k}, so dass {\displaystyle n} durch die Liste der Primfaktoren von {\displaystyle n,n+1,\dotsc ,n+k} eindeutig bestimmt wird.

- Seien {\displaystyle A={a_{i}}} und {\displaystyle B={b_{j}}} komplementäre n-elementige Teilmengen von {\displaystyle {1,...,2n}}. Sei {\displaystyle M_{k}} die Menge der Lösungen {\displaystyle a_{i}-b_{j}=k} mit {\displaystyle -2n\leq k\leq 2n}. Man schätze {\displaystyle M(n)=\min _{A,B}\max _{k}M_{k}} für hinreichend große {\displaystyle n} ab.

- Sei {\displaystyle H} ein ungerichter Graph und {\displaystyle {\mathcal {F}}_{H}} die Familie von Graphen, die {\displaystyle H} nicht als induzierten Teilgraphen enthalten. Dann gibt es ein {\displaystyle \delta _{H}>0}, so dass alle n-Graphen in {\displaystyle {\mathcal {F}}_{H}} eine Clique oder eine stabile Menge der Größe {\displaystyle \Omega (n^{\delta _{H}})} enthalten.
- Erdős-Vermutung über arithmetische Folgen: Jede Menge {\displaystyle A} mit {\displaystyle \sum _{n\in A}{\frac {1}{n}}\ =\ \infty } enthält eine arithmetische Folge beliebiger Länge.

## Vermutungen zur Graphentheorie
- Erdős-Faber-Lovász-Vermutung: Ein Graph, der eine Vereinigung vollständiger Graphen mit {\displaystyle k} Knoten ist, die paarweise höchstens einen Knoten gemeinsam haben, ist {\displaystyle k}-chromatisch.
- Erdős-Gyárfás-Vermutung: Jeder Graph, dessen Knoten alle mindestens Grad 3 haben, enthält einen Kreis, dessen Länge eine Zweierpotenz ist.

## Vermutungen zur Ramsey-Theorie
Viele Vermutungen, welche von Erdős stammen oder an denen Erdős beteiligt war, betreffen das Gebiet der Ramsey-Theorie und insbesondere die Ramsey-Zahlen. Als herausragende Beispiele sind die Vermutung von Bondy und Erdős und die Erdős-Sós-Vermutung zu nennen.